# Piwnica Świdnicka

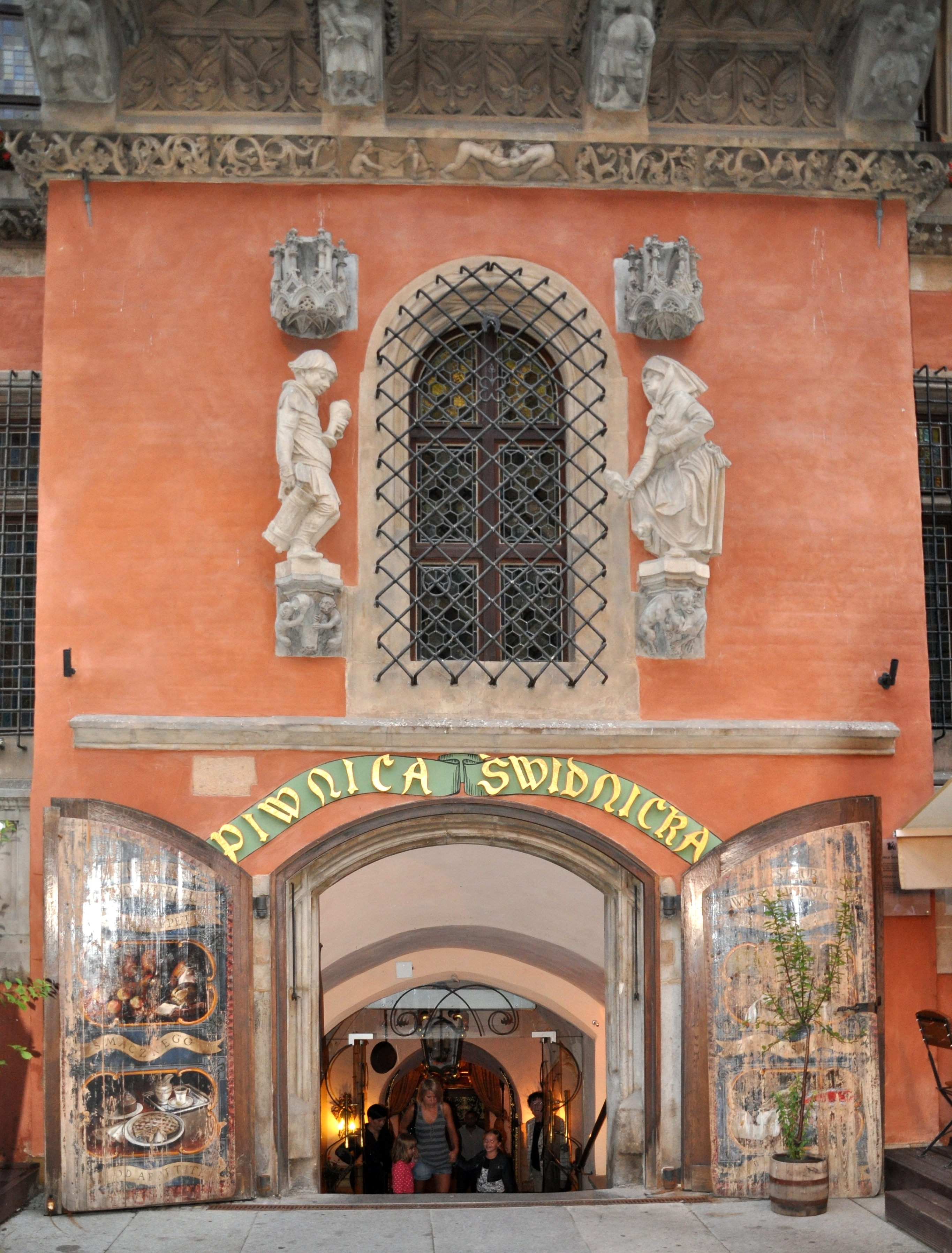
Ingang aan de zuidkant van het raadhuis

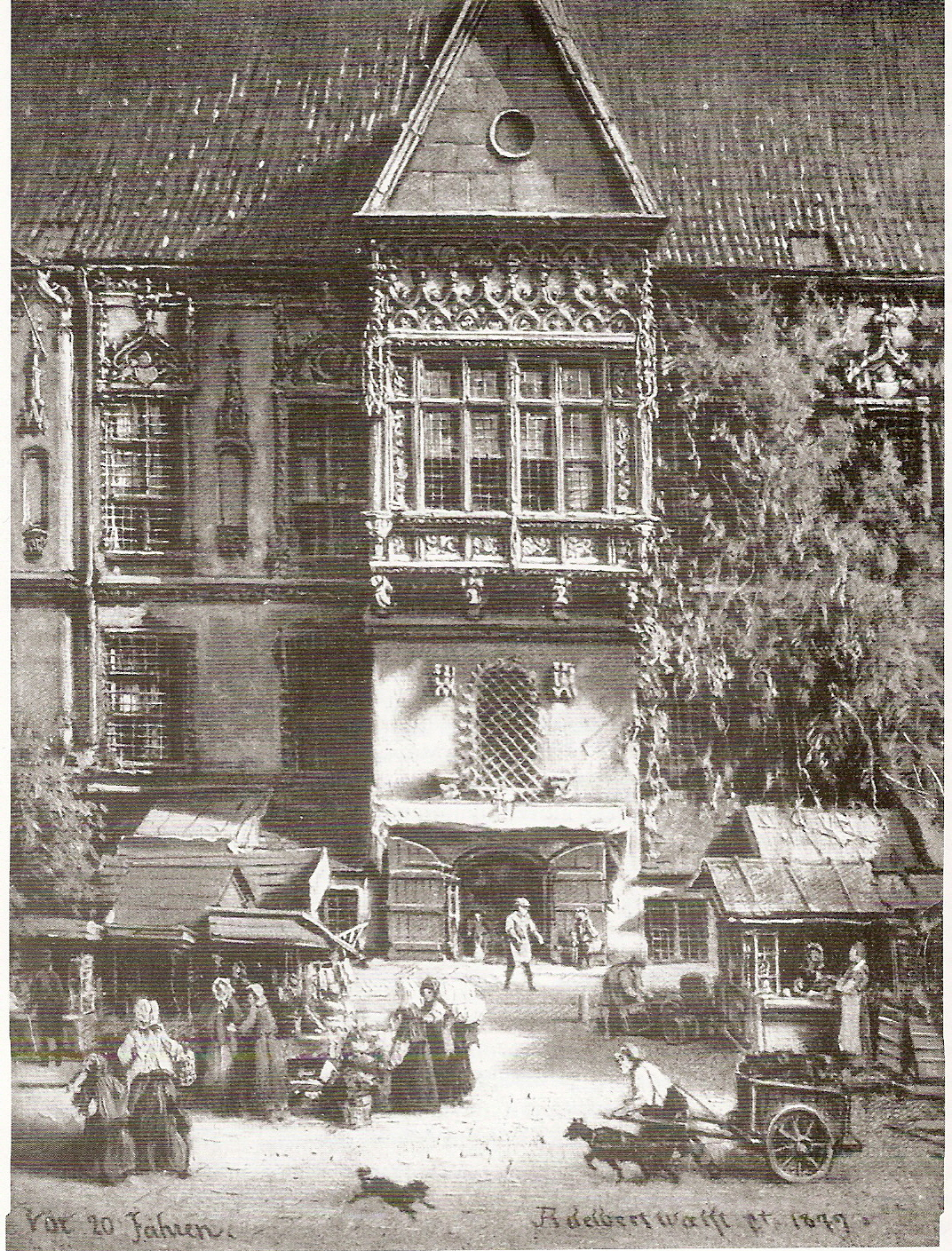
Restaurant in 1859, de ornamenten langs het raam werden pas in 1892 aangebracht

Piwnica Świdnicka (Duits: Schweidnitzer Keller) is een historisch restaurant in de kelder van het oude raadhuis in de Poolse stad Wrocław. Het restaurant opende rond 1275 en is sindsdien bijna onafgebroken open. In 2017 werd het restaurant gesloten, maar het is de bedoeling dat het op een later tijdstip weer opent. 

## Geschiedenis
Op 28 september 1273 kreeg de stad Breslau, zoals Wrocław tot 1945 heette, van hertog Hendrik IV van Silezië het recht om wijn en bier te schenken. Rond die tijd werd ook het raadhuis gebouwd en er werd beslist om in de kelder een café te openen. In andere cafés en herbergen mocht enkel het kwalitatief minder goede Breslauer bier geserveerd worden. Sinds het begin van de veertiende eeuw was het bier dat in Schweidnitz gebrouwen werd het populairst in Breslau waardoor dit ook de naam werd van het café. Tussen 1884 en 1891 werd de kelder gerestaureerd. Ook in 1904 en 1936 werden er renovatiewerken uitgevoerd. Van het voorjaar van 1945 tot het voorjaar van 1946 werd de kelder gebruikt als militair hospitaal. De stad was intussen Pools geworden en daarna bleef het café dicht. In 1960 werd het heropend met een bar, bioscoop en biljartkamer. Nadat er financiële problemen opdoken sloot het weer en vanaf de jaren negentig werden er tentoonstellingen gehouden. Van 1996 tot 2002 werd het opnieuw gerenoveerd en hierna opende opnieuw een restaurant. Door betalingsachterstand van de huurder sloot het opnieuw in 2017.